# Шахрай (фільм, 1920)
Шахрай (англ. The Cheater) — американська драма режисера Генрі Отто 1920 року.

## У ролях
- Мей Еллісон — Ліллі Мені
- Кінг Баггот — лорд Асгарбі
- Френк Куррьє — Пег Мені
- Гаррі фон Метр — Білл Тозір
- Мей Гірац — Єва Асгарбі
- Персі Челленджер — містер Прол
- Люсіль Ворд — місіс Прол
- П. Демпсі Теблер — лікар
- Альберта Лі — медсестра
- Рудольф Валентіно